# اختبار أساسيات الهندسة
امتحان أساسيات الهندسة (FE)، كما يشار إليه بامتحان المهندس المتدرب (EIT)، وسابقا في بعض الدول امتحان الهندسة للمتدربين (EI)، هو أول اثنين من الامتحانات التي يجب على المهندسين اجتيازها من أجل أن يكونوا مرخصين كمهندسين محترفين في الولايات المتحدة وغيرها من الدول. الامتحان الثاني هو مبادئ وممارسات امتحان الهندسة. امتحان FE مفتوح لأي شخص حاصل على درجة علمية في الهندسة أو أي مجال ذو صلة، أو مسجل حاليًا وفي العام الأخير من برنامج شهادة الهندسة المعتمد من ABET. تسمح بعض مجالس التراخيص الحكومية للطلاب بأخذ الاختبار قبل عامهم الأخير، وتسمح ولايات عديدة لأولئك الذين لم يحضروا قط برنامجًا معتمدًا بإجراء الاختبار إذا كان لديهم عدد سنوات من الخبرة العملية في الهندسة تحددها الدولة. تسمح بعض الولايات لأولئك الحاصلين على شهادات «تكنولوجيا الهندسة» أو "ETAC" المعتمدة من ABET بإجراء الاختبار. لا يوجد لدى ولاية ميشيغان متطلبات مسبقة للقبول في FE. يدير الامتحان المجلس الوطني للممتحنين للهندسة والمساحة (NCEES).

## البنية
اعتبارًا من عام 2014، يتم تقديم اختبارات FE و FS فقط من خلال الحاسب الآلي فقط أي أنها اختبارات (CBT). يتكون الاختبار من 110 أسئلة ويتم إجراؤه خلال جلسة مدتها 6 ساعات، منها 5 ساعات و 20 دقيقة مخصصة للإجابة على الأسئلة. يتضمن الوقت المتبقي درسًا تعليميًا مقدمًا في بداية الجلسة واستراحة اختيارية مدتها 25 دقيقة. يجب أن يتقدم الممتحنون للاختبار في واحد من سبعة مجالات: الكيميائية والمدنية والكهربائية والحاسوبية والبيئية والصناعية والأنظمة والميكانيكية وغيرها.
قبل عام 2014، كان يتم تقسيم الامتحان إلى جلستين مدة كل منهما 4 ساعات مع استراحة غداء بينهما. تألفت الجلسة الصباحية من 120 سؤالاً في مجموعة من الموضوعات العلمية / الهندسية وكان لابد من أخذها من قبل جميع الممتحنين، بينما تألفت الجلسة المسائية من 60 سؤالاً ويمكن إجراؤها إما في تخصص معين أو كاختبار هندسي عام. في عام 2015، تم إجراء تغييرات على المحتوى في الاختبار لجعله خاصًا تمامًا بالتخصص الدقيق، مع خطة لدمج مادة هندسية عامة (مثل أساسيات الرياضيات والعلوم) طوال الاختبار. سيتم تقليل القليل العديد من المواضيع لمعظم مناهج الهندسة التقليدية الجامعية بهذا النهج - مثل أسس الرياضيات والعلوم الواسعة التي تشمل الكيمياء والفيزياء والميكانيكا (أي الاستاتيكا والديناميكا) وعلوم المواد وعلوم الكمبيوتر والإلكترونيات / الدوائر، والتصميم الهندسي، والمدى القياسي للرياضيات الهندسية (مثل حساب التفاضل والتكامل، والمعادلات التفاضلية، والإحصاء). كان مصدر القلق أنه في حين أن معظم طلاب الهندسة الجامعيين يتعرضون في الواقع لمعظم هذه الموضوعات، فقد لا يأخذون بالضرورة دورات في موضوعات متخصصة مثل الديناميكا الحرارية وميكانيكا السوائل.
اعتبارًا من 1 يوليو 2020، أجرى NCEES تحديثات طفيفة في جميع تخصصات امتحان FE. على سبيل المثال، تمت إزالة موضوع «الأدوات الحسابية» للتخصصات المدنية والميكانيكية. في حالات أخرى، تم دمج الموضوعات والمواضيع الفرعية أو دمجها.

## معدلات النجاح

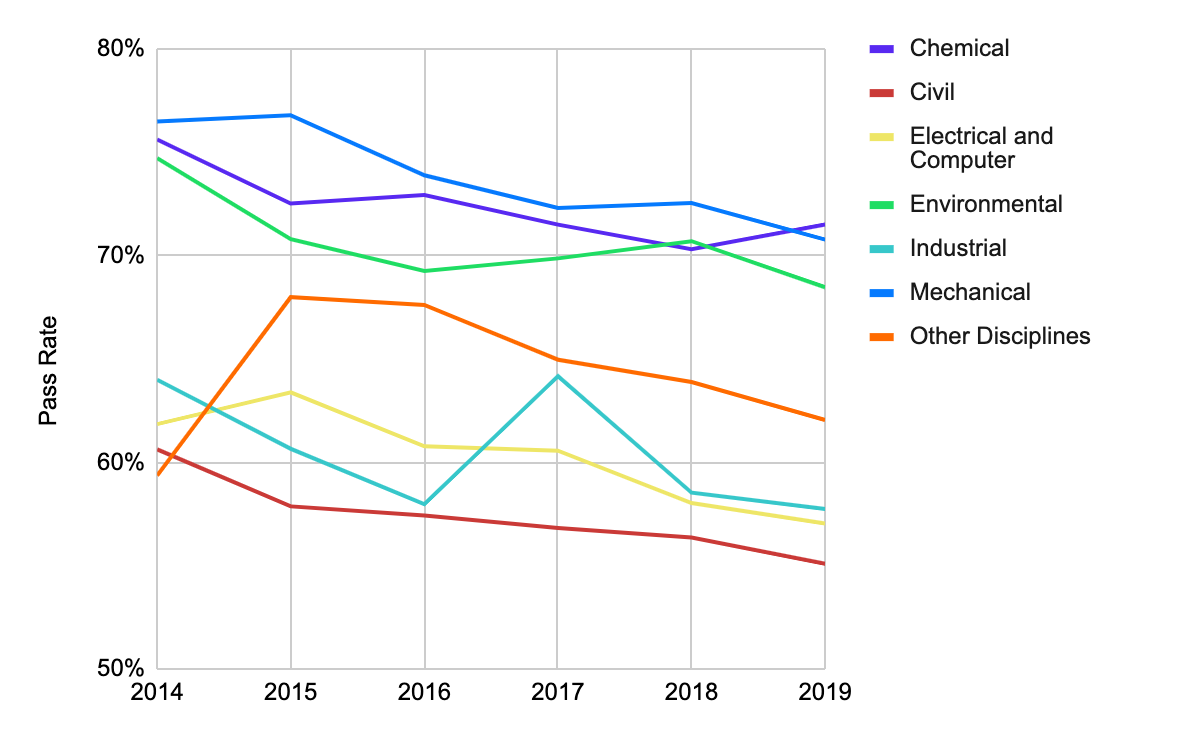
معدلات اجتياز امتحان FE.

تنشر NCEES معدلات النجاح مرتين سنويًا على موقع الويب الخاص بها، ولكن معدلات النجاح هذه تقتصر على بعض المعايير:
- الأشخاص الذين أخذوا امتحان FE لأول مرة
- الأشخاص الذين حضروا برامج هندسية معتمدة من EAC / ABET
- الذين أخذوا امتحان FE في غضون 12 شهرًا من التخرج

لهذه المجموعة الفرعية معدلات النجاح بين 70 إلى 80٪ لكل تخصص. كما يقومون بنشر معدلات النجاح الكاملة سنويًا في تقريرهم التربوي الذي يشمل جميع الممتحنين. تتوفر هذه التقارير منذ عام 2014 وتظهر اتجاهًا عامًا مثيرًا للانخفاض التدريجي بمرور الوقت.

### درجة النجاح
لا تعلن NCEES رسميًا عن عدد الأسئلة التي يجب أن تكون صحيحة لاجتياز الاختبار. بدلاً من ذلك، تدّعي NCEES أن درجة النجاح تعتمد على الأساليب الإحصائية السيكومترية دون الكشف عن درجة النجاح الفعلية.